# Bye Bye Vietnam
Pour plus de détails, voir Fiche technique et Distribution.
Bye Bye Vietnam est un film de guerre italien sorti en 1988, réalisé par Camillo Teti.

## Synopsis
Une escouade de soldats américains qui attend son retour au pays est envoyée à la recherche du pilote d'hélicoptère qui devait les emmener : il s'est écrasé à quelques kilomètres du camp. Parmi les vétérans, une jeune recrue, le radio. 
Dans un premier temps, les éclaireurs tombent sur un champ de mines. L'un d'eux y reste. Une autre patrouille tombe aussi dans un piège, et un seul revient. L'hécatombe continue près d'un village qui semble faussement amical. Les Américains reviennent dans le village et l'attaquent. Ils sont alors attaqués à leur tour par des Viets réguliers. Pour montrer qu'il est devenu un brave, la jeune recrue se lève pour faire le coup de feu, et est abattu quand il revient imprudemment sans se baisser.
Les quelques survivants apprennent que le pilote est blessé et soigné dans des galeries souterraines; Ils s'y avancent, mais deux d'entre eux y laissent leur peau. 
Ils arrivent enfin à récupérer le pilote qui a bien été soigné par les Viets, et qui peut marcher. A peine est-il sorti qu'il saute sur une mine. 
Les trois survivants, Luke, Razor et Zulu, se faufilent dans la jungle et trouvent un abri dans lequel ils sont l'objet d'attaques successives, jusqu'à l'épuisement de leurs munitions. Razor poursuit son agresseur et se fait abattre. A ce moment, les canons américains font reculer les Viets. Les deux survivants se font recueillir par une colonne américaine.

## Fiche technique
- Titre : Bye Bye Vietnam
- Réalisation : Camillo Teti
- Scénario : Dardano Sacchetti
- Genre : Film de guerre, Film d'action
- Musique : Stefano Mainetti
- Production : Fabrizio De Angelis pour Fulvia Film
- Photographie : Giovanni Bergamini
- Montage : Adriano Tagliavia
- Durée : 89 min
- Effets spéciaux : Paolo Ricci
- Décors : Roberto Ricci
- Maquillage : Dante Trani
- Pays de production :  Italie
- Langue originale : italien
- Année de sortie : 1988

## Distribution
- Christopher Alan : Luke
- Antonio Sabàto : Razor
- Duria Harris : Zulu
- Graham Scott
- Robert Santos Pacheco
- Jr. Horfigan
- Ski Zawaski
- Wim Brown
- Thomas Irving
- Riccardo Petrazzi : pilote blessé (non crédité)